# CP2K
CP2K是一個以GPL授權、可自由取得的量子化學和固態物理程式套件，使用Fortran 2008編寫，用於對固態、液態、分子、週期性、材料、晶體和生物系統進行原子級模擬。它為不同的計算方法提供了一個通用框架：使用混合高斯和平面波方法 (GPW) 的密度泛函理論 (DFT)，可透過局部密度近似 (LDA)、廣義梯度近似 (GGA)、MP2 或RPA 等理論層級；經典對勢和多體勢；半 empirical 方法 (AM1、PM3、MNDO、MNDOd、PM6) 和緊束縛哈密頓量；以及依賴靜電潛能高斯展開 (GEEP) 的量子力學/分子力學 (QM/MM) 混合方案。高斯與擴增平面波方法 (GAPW) 作為 GPW 方法的擴展，允許進行全電子計算。CP2K 可以進行分子動力學、元動力學 (metadynamics)、蒙地卡羅、艾倫費斯特動力學 (Ehrenfest dynamics)、振動分析、核心能階光譜學、能量最小化以及使用微擾彈性帶 (NEB) 或二聚體 (dimer) 方法的過渡態優化。
CP2K為Vim和Emacs編輯器提供語法高亮外掛程式，以及其他用於輸入產生和輸出處理的工具。

## 歷史與重要里程碑
CP2K 專案始於 2000 年，由Jürg Hutter（蘇黎世大學）和Michele Parrinello（當時在蘇黎世聯邦理工學院）領導的團隊將兩套獨立程式碼合併：Parrinello 團隊針對從頭算分子動力學的程式與Hutter 團隊處理週期性DFT計算的程式。其核心包括Quickstep（GPW∕GAPW 電子結構計算）與FIST（經典分子力學及 QM/MM）。
重要里程碑：
- 早期發展與 GPW 方法：奠定高效 高斯平面波 (GPW) 基礎。
- 線性標度演算法：使成本隨系統大小呈線性擴展，支援大規模模擬。
- QM/MM 方法：推出高效耦合方案，可模擬大型生物或溶液反應。
- 擴充理論方法：整合 MP2、RPA、半經驗與緊束縛等高階方法。
- GPU 加速：對部分關鍵模組加入 NVIDIA CUDA 與 AMD HIP 支援。
- 社群開發：活躍的國際開源社群與 CP2K 基金會持續推動功能增強。

## 主要特性與功能
核心演算法與方法
- 密度泛函理論 (DFT)
  - 高斯平面波 (GPW)
  - 高斯擴增平面波 (GAPW)
  - 軌道轉換 (OT) 優化
- 波函數理論方法
  - MP2
  - RPA
  - GW 近似（部分實現）
- 半經驗與緊束縛方法
  - AM1（英语：Austin Model 1）、PM3（英语：PM3 (chemistry)）、MNDO（英语：MNDO）、MNDOd、PM6
  - DFTB（密度泛函緊束縛）
- 經典力場：支援多種常用力場

支援的計算類型
- 分子動力學（BOMD、卡爾-帕里內洛分子動力學（英语：Car–Parrinello）、艾倫費斯特、路徑積分等）
- 元動力學與其他增強取樣
- 蒙地卡羅模擬
- 幾何優化、過渡態搜尋（NEB、Dimer）
- 振動分析、光譜性質（NMR、XAS）
- 電子密度、能帶結構等

多尺度模擬
- 高效 QM/MM（GEEP 靜電耦合、機械嵌入）

效能與平行計算
- 線性標度演算法
- 混合 MPI+OpenMP 平行化
- GPU 加速（CUDA、HIP）
- 整合 ScaLAPACK、ELPA、LibXC 等高效數學庫

## 應用領域
- 材料科學：催化、表面科學、奈米材料、電池材料、固態物理
- 化學：反應機理、光譜學、溶液化學、分子團簇
- 生物物理與生物化學：大分子模擬、酶催化、藥物設計
- 物理學：凝聚態物理、高壓物理
- 地球科學：礦物物理、地球化學過程

## 主要論文
- Kühne,   Thomas; Iannuzzi, Marcella;  et al. . Journal of Chemical Physics. 2020, 152 (19): 194103. Bibcode:2020JChPh.152s4103K. PMID 33687235. arXiv:2003.03868 . doi:10.1063/5.0007045 .
- Lippert,   Gerald; Hutter, Jürg ; Parrinello, Michele. . Molecular Physics. 1997, 92 (3): 477–487. Bibcode:1997MolPh..92..477L. doi:10.1080/002689797170220.
- Lippert,   Gerald;   Hutter,   Jürg;   Parrinello,   Michele. .   Theoretical Chemistry Accounts: Theory, Computation, and Modeling.   1999,.   103 (  2):   124–140. S2CID 124305820. doi:10.1007/s002140050523.
- Kühne,   Thomas D.;   Krack,   Matthias;   Mohamed,   Fawzi;   Parrinello,   Michele. .   Physical Review Letters.   2007,.   98 (  6):   066401. Bibcode:2007PhRvL..98f6401K. PMID 17358962. S2CID 8088072. cond-mat/0610552 arXiv:&nbsp; cond-mat/0610552  请检查|arxiv=值 (帮助). doi:10.1103/PhysRevLett.98.066401.
- Krack, Matthias; Parrinello, Michele. . Physical Chemistry Chemical Physics. 2000, 2 (10): 2105–2112. Bibcode:2000PCCP....2.2105K. S2CID 97061785. doi:10.1039/B001167N.
- Kühne,   Thomas D. .   WIREs Computational Molecular Science.   2014,.   4 (  4):   391–406. S2CID 15360296. 1201.5945 arXiv:&nbsp; 1201.5945  请检查|arxiv=值 (帮助). doi:10.1002/wcms.1176.
- Laino,   Teodoro;   Mohamed,   Fawzi;   Laio,   Alessandro;   Parrinello,   Michele. .   Journal of Chemical Theory and Computation.   2005,.   1 (  6):   1176–1184. PMID 26631661. doi:10.1021/ct050123f.
- Laino,   Teodoro;   Mohamed,   Fawzi;   Laio,   Alessandro;   Parrinello,   Michele. .   Journal of Chemical Theory and Computation.   2006,.   2 (  5):   1370–1378. PMID 26626844. doi:10.1021/ct6001169.

## 外部連結
- CP2K GPW 方法介紹
- CP2K GPW 方法 PDF（2019 Ghent 会议）
- CP2K 官方網站
- 使用者論壇
- 第一次 CP2K 教學：在 MD 模擬中釋放想像的力量
- 第二次 CP2K 教學：在 MD 模擬中釋放想像的力量
- CP2K 使用者教學：「計算光譜學」
- Ascalaph，一個用於 CP2K 和其他量子化學軟體的第三方圖形化介面